# صموئيل مارشاك
سامويل ياكوفليفيتش مارشاك (الروسية: Самуи́л Я́ковлевич Марша́к) هو شاعر ومؤلف دراما ومترجم سوفيتي. حاز على جائزة لينين عام 1963.
ولد في 3 نوفمبر عام 1887 في فورونيج في أسرة يهودية. توفي في يوم 4 يوليو عام 1964.

## الوصلات الخارجية
- صموئيل مارشاك على موقع IMDb (الإنجليزية)
- صموئيل مارشاك على موقع ميوزك برينز (الإنجليزية)
- صموئيل مارشاك على موقع قاعدة بيانات الفيلم (الإنجليزية)
- صموئيل مارشاك على موقع كينوبويسك (الروسية)

الموسوعة العالمية للشعر العربي